# Giorgio Pinna
Giorgio Pinna (Catanzaro, 1888 – Pianopoli, 1989) è stato un pittore e insegnante d'arte italiano.

## Biografia
Di origine sarda (il padre era il conte Pinna Deduri di Macomer, mentre la madre era Ada Luigia Calissano, pianista di Alba) trascorse gran parte della sua vita a Nicastro (ora Lamezia Terme) dove il suo nome è principalmente legato ai grandi affreschi che decorano la sala consiliare che si affaccia su Corso Numistrano. Dopo gli anni dell'infanzia e dell'adolescenza vissuti a Catanzaro, Giorgio si trasferì a Roma per frequentare l'accademia di belle arti e lo studio dell'artista Giovanni Capranesi, il celebre pittore che la Banca d'Italia scelse per disegnare le banconote della lira dei primi del novecento. Nella capitale ebbe come compagno di studi Virgilio Guidi, divenuto successivamente uno dei maggiori pittori del ventesimo secolo, con il quale era legato da profonda amicizia.
Dopo aver partecipato alla Grande Guerra in qualità di ufficiale del Regio Esercito, Pinna si trasferì nel 1918 a Nicastro dove continuò a coltivare la sua passione artistica ed insegnò disegno e storia dell'arte in varie scuole cittadine: scuola media, liceo classico ed istituto magistrale; di quest'ultimo fu anche preside. Le sue opere sono ovunque. Dalle decorazioni in molti palazzi romani (Maraini, Pignatelli, Torlonia, ecc.) agli affreschi, quadri che si possono osservare in chiese di molti centri calabresi e non: Catanzaro (Monte dei Morti), Villa San Giovanni, Messina, Acquedolci, dove affrescò l'abside della Chiesa di San Benedetto il Moro, Curinga, San Pietro a Maida, Nocera Terinese, Soveria Mannelli, Feroleto Antico e tanti altri. 
A Lamezia possiamo apprezzare le sue opere nel seminario vescovile, nel refettorio del Convento dei Cappuccini e nella chiesa della Madonna del Carmine. Ma sono i giganteschi affreschi realizzati nel 1923 nell'ex sala consiliare di Nicastro che esaltano più di ogni altra cosa le doti artistiche di Pinna. Quaranta metri metri quadri di pittura parietale che l'artista eseguì, su commissione dell'amministrazione comunale del tempo, sulle 4 pareti dell'ambiente che accolse il civico consesso nicastrese prima e lametino poi. In particolare, si tratta di due affreschi rettangolari di oltre 11 metri quadri ed altri due, quasi quadrati, di oltre otto. Ad alto contenuto cromatico, gli affreschi raffigurano scenari classici e rappresentano: “Brenno e la vittoria sui Romani”, “Il trionfo di Roma”, “Il Seminatore” e “Gesù scaccia i mercanti dal tempio”. 
Nel corso della lunga vita, Pinna tenne molte mostre personali e partecipò ad un gran numero di collettive in Italia e nel mondo. Tra queste: prima e seconda Mostra d'Oltremare di Napoli; prima e seconda Mostra Biennale d'arte decorativa nella Villa Reale di Monza; mostra "Mattia Preti" di Reggio Calabria; mostra di Arte Sacra all'Antoniano di Bologna; mostra del "Beato Angelico" di Milano; mostre d'arte tenutesi a Rio de Janeiro e San Paolo del Brasile.